# 120 г. пр.н.е.
120 (сто и двадесета) година преди новата ера (пр.н.е.) е година от доюлианския (Помпилийски) римски календар.

## Събития

### В Римската република
- Консули са Публий Манилий и Гай Папирий Карбон. Цензори са Квинт Цецилий Метел Балеарик и Луций Калпурний Пизон Фруги.
- Луций Опимий e изправен пред съд за убийството на Гай Гракх от трибуна Публий Деций Субулон, но той е оневинен.[1]
- Римляните започват строителството на Виа Домиция.[2]
- Създадена е провинция Трансалпийска Галия, която е преименувана след няколко години на Нарбонска Галия.[3]

### В Азия
- Митридат V е отровен. Тронът на царство Понт е наследен от синовете му Митридат VI и Митридат Хрест, които са малолетни и поради това за регент е назначена майка им Лаодика.[4]

## Родени
- 21 май – Аврелия Кота, римска матрона и майка на Юлий Цезар (умряла 54 г. пр.н.е.)
- Береника III, египетска царица (умряла 80 г. пр.н.е.)
- Марк Емилий Лепид (консул 78 пр.н.е.), римски политик и баща на триумвира със същото име(умрял 77 г. пр.н.е.)

## Починали
- Хипарх, древногръцки астроном, географ и математик (роден 190 г. пр.н.е.)
- Митридат V, цар на Понт

Бележки: